# Jaromir Czernin
Jaromir  Egon Rudolf Jozef Franz Paula Anton von Padua Alexander Wolfgang Marie (Jaromir) graaf Czernin von Chudenitz und Morzin, heer van Hohenelbe en Marschendorf (Praag, 30 januari 1908 - München, 1 februari 1966) is bekend geworden als degene die het schilderij De schilderkunst verkocht aan Adolf Hitler.

## Biografie

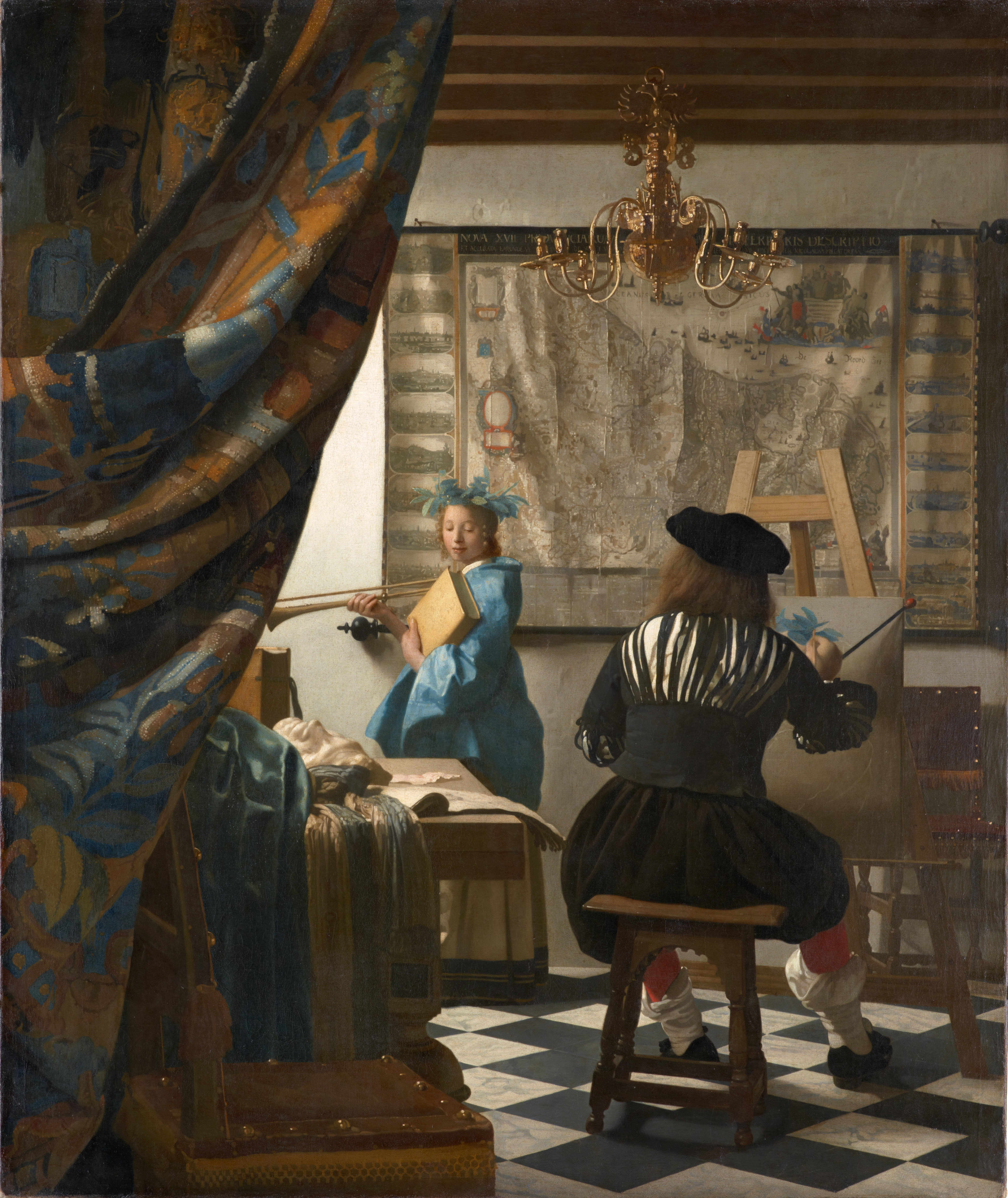
De schilderkunst door Johannes Vermeer

Czernin was een lid van de Oostenrijkse familie Czernin von und zu Chudenitz en een zoon van Rudolf graaf Czernin, heer van Hohenelbe en Marschendorf  (1881-1928) en Vera prinses zu Hohenlohe-Waldenburg-Schillingsfurst-Kaunitz (1882-1940). Hij erfde na het overlijden van zijn vader het schilderij De schilderkunst van Johannes Vermeer dat door verschillende kunsthistorici beschouwd wordt als het belangrijkste werk van Vermeer; dit schilderij was in het bezit van zijn bet-betovergootvader, de kunstverzamelaar Rudolf graaf Czernin (1757-1845). Om zijn dure levensstijl te kunnen bekostigen bood hij het schilderij te koop aan. Eerst werd een koop gesloten met Hermann Göring, maar Hitler verhinderde die koop om het voor zichzelf, althans als topstuk voor de Linzer Sammlung, aan te kopen (voor 1.65 miljoen Reichsmark).
De familie van Czernin probeerde tot in 2009 het schilderij van Vermeer terug te krijgen, op grond van het feit dat het gedwongen zou zijn verkocht en daarmee als 'roofkunst' oneigenlijk in handen van de nazi's zou zijn gekomen; in maart 2011 werd echter bepaald dat de verkoop uit 1940 rechtmatig was verlopen en teruggave dus niet aan de orde was.
Czernin trouwde vijf maal en had uit zijn eerste huwelijk drie, uit zijn tweede huwelijk twee kinderen. Zijn oudste kind, Alexander graaf Czernin (1930), trouwde in eerste echt met de Nederlandse Aleida (Ada) Koelewijn (1925), dochter van de architect Gerhard Stephen Koelewijn.